# Placar
Placar è una rivista sportiva brasiliana, il cui primo numero è datato 20 marzo 1970. Edita dal Grupo Abril e originariamente un settimanale, attualmente è pubblicata mensilmente. I redattori capo sono Sérgio Xavier Filho e Arnaldo Ribeiro.

## Storia

### Prima fase: il settimanale
La rivista fu un settimanale durante gli anni settanta e ottanta, fino all'agosto 1990. Ideata poco prima del campionato del mondo 1970 per sopperire alla mancanza di una pubblicazione sportiva, vide in copertina nel primo numero Pelé, furono vendute 200.000 copie e in allegato vi era una moneta raffigurante lo stesso calciatore. Nei numeri 23 e 24, sempre del 1970, una serie di articoli di Michel Laurence e Narciso James proposero diversi cambiamenti al sistema calcistico brasiliano, tra cui l'istituzione di un vero e proprio campionato nazionale, cosa che fu realizzata con la creazione del primo campionato l'anno dopo.
Nel 1977, Placar richiese la creazione di una seconda divisione per il campionato brasiliano di calcio, e dieci anni dopo appoggiò l'isitituzione della Copa União, fornendo, tra le altre cose, anche il trofeo stesso.

### L'affermazione
La rivista ebbe grande successo già all'inizio, vendendo più di 100.000 copie settimanali durante Messico 1970. Dopo la fine del Mondiale, però, le vendite subirono un calo, che portò il numero di copie vendute a 40.000. Per diminuire i costi, nel 1972 fu allegato a partire dal numero 131 il cosiddetto "tabellone" che riuniva risultati e schede tecniche che la stessa rivista chiamava "o Diário Oficial do futebol brasileiro" (diario ufficiale del calcio brasiliano). Questa pubblicazione parallela durò fino al 1974.
Un altro fattore che contribuiva al gran numero di copie vendute era la Loteria Esportiva, lotteria sportiva che nel 1972 raggiunse la quota di 250.000 copie.

### Il caso lotteria sportiva
Nel 1979 Milton Coelho da Graça, allora direttore di Placar, accennò a Juca Kfouri, che curava la sezione dedicata alla Loteria Esportiva, che aveva notato alcune coincidenze quando poche persone vincevano. Su richiesta di Coleho da Graça, Kfouri andò a Brasilia per chiedere di poter visionare i biglietti vincenti, ma gli fu negato.
Nello stesso anno, Milton lasciò Abril, e Juca fu promosso direttore. Durante un altro viaggio a Brasília, Kfouri richiese nuovamente il permesso: stavolta riuscì a vedere alcuni biglietti, nei quali notò irregolarità nelle partite Corinthians-Juventus, Flamengo-Olaria, Vasco-Botafogo, Atlético-PR-Coritiba, e Internacional-Livramento.
Quando riferì dei suoi sospetti alla redazione, il giorno dopo, trovò in Sérgio Martins un alleato, e nel numero 648 del 22 ottobre 1982 fu pubblicato un dettagliato articolo sul caso, con denunce di corruzione e manipolazione dei risultati.
Nessuno dei 125 denunciati tra giocatori, dirigenti, arbitri, allenatori ed altri, fu perseguito. La lotteria perse credibilità, e non la recuperò più; anche lo stesso Placar ne risentì, dato che erano in molti a comprare la rivista esclusivamente per l'allegato riguardante la lotteria.

### La fine delle edizioni settimanali
Per cercare di attirare più pubblico possibile, nel 1984 venne inaugurato uno spazio molto maggiore ad altri sport che non fossero il calcio. Questo esperimento durò da aprile a novembre, ed una volta terminato gli sport inclusi, ad eccezione della Formula 1, furono relegati a ben poco spazio. Alla fine del 1986 fu lanciata Grid, "figlia minore" di Placar, dedicata all'automobilismo e incentrata sul campionato di Formula 1 di quell'anno. Il secondo numero conteneva uno speciale di 64 pagine sulla stagione 1987.
Nel settembre 1985, nel numero 800, la tradizionale sezione del "tabellone", che includeva risultati dei campionati in Brasile e nel resto del mondo, fu eliminata. Solo 50 numeri dopo, nel settembre 1986, la rubrica tornò, a seguito di una protesta portata avanti da più di 600 lettori con lettere e telefonate, poco dopo l'inizio del campionato 1986, inizialmente dedicata solo al campionato nazionale e successivamente estendendosi di nuovo agli altri. Dopo un 1985 segnalante vendite in ristagno, nel 1988 fu rinnovato l'aspetto con un formato più grande ed un numero minore di pagine, in una fase che fu chiamata "Placar Mais" (Placar Più).
Questa fase positiva non durò molto, visto che la rivista non era molto pubblicizzata, e un duro colpo le fu assestato dal clamoroso fallimento del Brasile durante Italia 1990, sommato alla scarsa attrattiva del Campionato Paulista (la finale di quell'anno fu disputata tra Bragantino e Novorizontino, società minori rispetto alle tradizionali "grandi") e alla polemica che seguì il Campionato Carioca 1990. A causa di questi risultati, la casa editrice decise di interrompere gli investimenti in una rivista settimanale dedicata al solo calcio come era Placar.
La rivista cessò quindi di essere a cadenza settimanale, e solamente con il numero 1000 le vendite risalirono fino a toccare quota 127.000 copie.

### La fase delle edizioni a tema
L'ultimo numero settimanale fu il 1.051, nonostante il 1.052, guida al campeonato Brasileiro Série A 1990, uscì una settimana dopo. Nell'editoriale, Juca Kfouri scrisse che "finché la passione per il calcio lo richiederà, Placar sarà in vendita nelle edicole di tutto il paese con numeri speciali". La rivista rischiò però quasi di fallire, e fu salvata dal lancio di un numero speciale, il 1.053, sui cinquant'anni di Pelé, che si rivelò un successo con 99.700 copie vendute su 100.000 stampate. L'edizione valse anche un Premio Esso per Placar, il terzo vinto dalla pubblicazione.
Il successo fece sì che Kfouri proponesse alla Abril di mantenersi sulla linea delle edizioni tematiche; la casa editrice approvò l'idea, senza che ci fosse un numero prefissato di uscite, ma nel 1991 ne erano previste 12, numero che poi si mantenne negli anni seguenti. Solo nei mesi di dicembre 1993, luglio e agosto 1994 e febbraio 1995 non ci furono edizioni numerate; la rivista mantenne inoltre la sua posizione critica riguardo ai dirigenti del calcio brasiliano, portando l'allora presidente della Federazione calcistica dello Stato di San Paolo Eduardo José Farah a proibire l'accesso ai fotografi in occasione della finale del campionato Paulista 1991 tra Bragantino e San Paolo, tenutasi a Bragança Paulista.
Durante il campionato del mondo 1994 vennero pubblicati numeri speciali dopo ogni partita della Nazionale brasiliana. Il grafico delle vendite, debole con il primo numero, aumentò in modo consistente, a partire dal quarto le vendite erano già arrivate ad una quota soddisfacente, e il numero che celebrava la vittoria del Mondiale da parte de Brasile superò le 500.000 copie vendute.

### "Calcio, sesso e rock 'n roll"
Grazie a questo successo, dovuto anche alla vittoria del Brasile a Stati Uniti 1994, la rivista ebbe, a partire dal numero dell'aprile 1995, una significativa rielaborazione, poco dopo il suo 25º anniversario, con l'abbandono di tutti i giornalisti che avevano lavorato alle edizioni precedenti, ad eccezione di Manoel e Paulo Vinicius Coelho. Dopo tre mesi di preparativi, durante i quali fu investito circa un milione di dollari, fu scelto un nuovo target di pubblico, i giovani. Fu scelto come slogan "Futebol, sexo e rock 'n roll" (calcio, sesso e rock 'n roll) e il formato cambiò passando a 27,5 x 35,8 cm. La grafica fu assegnata a Roger Black, e il primo numero vendette 237.000 copie, stabilendo un record per la rivista.
Poco tempo dopo, Juca lasciò non solo Placar, ma anche il Grupo Abril, a causa di interferenze dei dirigenti nel contenuto della rivista. Alla casa editrice infatti non interessava continuare a denunciare i dirigenti del calcio brasiliano, poiché temeva che questo avrebbe pregiudicato gli accordi per la trasmissione delle partite del campionato nazionale da parte della TVA, appartenente appunto al Grupo Abril. Roberto Civita, presidente della Abril, propose a Juca di comprare Placar, poiché non vendeva molto, ma le trattative non proseguirono.
Durante gli anni successivi, furono apportate diverse correzioni stilistiche (come la diminuzione del formato a 22,6 x 29,9 cm, nel 1996) e di contenuto e il calcio tornò a farla da padrone, non più come filo conduttore, ma come tema principale.
Durante il campionato del mondo 1998, Placar decise di riproporre quanto fatto quattro anni prima, pubblicando numeri speciali dopo ogni partita della Nazionale. Questa volta, però, vari giornalisti furono inviati in Francia, nazione ospitante dei mondiali, ma i costi aumentarono e le vendite diminuirono rispetto al periodo di Stati Uniti 1994.

### Seconda fase settimanale e formato attuale
Nel numero di marzo 2001, fu annunciato Placar sarebbe tornato a cadenza settimanale, uscendo ogni settimana a partire dal 10 aprile. Molti lettori trovavano che la rivista impiegava troppo tempo ad uscire rispetto alla giornata di campionato, e scrissero alla direzione sollecitando il cambiamento, che fu adottato il 19 ottobre. Non fu però sufficiente a mantenere la cadenza settimanale, che durò fino a febbraio dell'anno successivo, quando la crisi del calcio brasiliano, con la qualificazione della Nazionale al campionato del mondo 2002 solo all'ultima giornata del girone, combinata con la decisione dell'Editora Abril di mantenere solo i periodici che garantissero un alto margine di guadagno, fece sì che Placar settimanale fosse eliminato nuovamente.
Da lì in poi, Placar tornò in edicola sporadicamente, sebbene più spesso che nel suo periodo di impasse precedente, risalente al secondo semestre del 1990, con i numeri speciali. Ogni speciale aveva un numero distinto: nel maggio 2003, però, la rivista tornò ad essere mensile e lo è rimasta fino ad ora, e gli speciali sono adesso esclusi dalla numerazione.
Nel marzo 2008 un articolo sull'ex calciatore Casagrande causò una polemica in cui vari giornalisti si schierarono pro o contro la posizione tenuta dalla rivista. Con una tiratura mensile di circa 65-75.000 copie, il 2008 fu il quinto anno consecutivo in cui il bilancio si mantenne in positivo.

### Jornal Placar
Nell'ottobre 2008, Placar annunciò il lancio, previsto per il mese seguente, di Jornal Placar, distribuito gratuitamente con tiratura di 70.000 copie. Con il primo numero del 10 novembre, era distribuito insieme al giornale gratuito Destak. Dopo 22 numeri e più di 1.500.000 copie distribuite a dicembre si chiuse il periodo sperimentale.
La polemica più rilevante riguardante il Jornal fu a proposito della notizia del 27 novembre, che dava per certo il trasferimento di Ronaldo al Corinthians. Nell'editoriale dell'ultimo numero del giornale, Sérgio Xavier Filho scrisse: "Se Ronaldo non fosse passato al Corinthians, perché ingannare il lettore?". Quando il trasferimento fu ufficializzato dal club il 9 dicembre, il Jornal dovette ritrattare sul suo sito.
Nel marzo 2009 è stato confermato che Jornal Placar tornerà nello stesso formato dell'anno prima e con una tiratura di 80.000 copie.

## Speciali e premi
Dagli anni ottanta, Placar ha creato una tradizione di numeri speciali, come le guide ai mondiali e al campionato brasiliano di calcio ; nel 1980 fu istituita la cosiddetta Edição dos Campeões, che includeva articoli e poster dei campioni statali. Dal 1989 in poi, lo speciale trattò anche il campionato nazionale e la Copa do Brasil, così come titoli speciali conquistati dai vari club o dalla Nazionale; nel 1995, gli articoli furono eliminati, e l'edizione Edição dos Campeões incluse solo poster.

### Bola de Prata
Placar, alla fine di ogni Brasileirão, assegna il trofeo Bola de Prata, selezionando i migliori giocatori del campionato per ogni ruolo. Tutte le partite sono seguite da giornalisti che assegnano voti: i giocatori con la miglior media si aggiudicano il trofeo; la miglior media assoluta si aggiudica la Bola de Ouro. Il premio fu ideato nel 1970, primo anno della rivista, e, visto che il Campeonato Brasileiro non esisteva, fu applicato al Torneo Roberto Gomes Pedrosa. Pelé fu giudicato fuori concorso, sia per la Bola de Ouro che per la Bola de Prata; il più premiato in assoluto è Zico, con cinque Bolas de Prata, due Bolas de Ouro e due titoli di capocannoniere.

### Time dos Sonhos
Ogni 12 anni viene scelta la "squadra dei sogni" (appunto Time dos Sonhos) delle principali squadre brasiliane: per ora le edizioni sono state nel 1982, 1994 e 2006.

### Chuteira de Ouro
La Chuteira de Ouro (Scarpa d'Oro) è assegnata al miglior marcatore dell'anno. I gol hanno un valore diverso in quanto i gol segnati in Nazionale e in Copa Libertadores valgono 2, e quelli segnati nei campionati statali possono valere uno o due a seconda dell'importanza del campionato stesso.

### Fita Azul do Futebol Nacional
La Fita Azul do Futebol Nacional (nastro azzurro del calcio nazionale) è un premio riservato ai club brasiliani che rimangono imbattuti più a lungo in partite internazionali.